# Не убоюсь зла
«Не убоюсь зла» — книга советского еврея-отказника и диссидента Натана Щаранского, в которой он описывает свою жизнь и борьбу с советским режимом в заключении с момента ареста в 1977 году до освобождения в результате обмена в 1986 году.
Книга состоит из двух частей: первая описывает арест, следствие и суд, а вторая посвящена пребыванию автора в тюрьмах и лагерях строгого режима, регулярные голодовки протеста, пребывание в штрафных изоляторах и борьбу за соблюдение прав заключённых.
Натан Щаранский начал писать книгу после освобождения, по памяти восстанавливая события девяти лет в заключении. В 1988 году книга Fear No Evil в переводе Стефани Хоффман и в сокращённом виде была напечатана на английском языке. В 1991 году доработанная книга впервые была опубликована в СССР на русском и без сокращений.
Книга получила признание за глубокую человечность, юмор и торжество духа перед лицом несправедливости. «Не убоюсь зла» оказала значительное влияние на читателей разных поколений. Она стала не только важным историческим свидетельством, но и вдохновила многих политических заключённых. Своей книгой Щаранский стремился не только рассказать о пережитом, но и помочь тем, кто сталкивается с несправедливостью и репрессиями.

## Содержание
Название книги позаимствовано из 23 псалма (22 по греческой нумерации), отрывок из псалма наряду со статьёй 64-а УК РСФСР, вынесен в качестве эпиграфа:
«…Если даже пойду долиною тьмы, то не убоюсь зла; потому что Ты со мною.» (Пс. 22:4)
Книга состоит из двух неравных частей. Большая по объёму первая часть повествует об аресте, следствии и суде, она охватывает 16 месяцев жизни Щаранского с марта 1977 года в Лефортовский тюрьме — следственном изоляторе КГБ. Вторая часть — о восьми годах в заключении в тюрьмах и колониях, ШИЗО, ПКТ и голодовках вплоть до освобождения в 1986 году. Сам автор в предисловии к изданию 2023 года называет первую часть книги мало релевантной для «сегодняшнего политзэка», так как во время следствия над Щаранским он находился в полной изоляции от внешнего мира, не мог общаться с адвокатами и не знал, что происходит за стенами следственного изолятора.
Из-за информационной изоляции с момента ареста 15 марта 1977 года Щаранский не знал о происходящем на воле и не понимал, получил ли его арест широкий общественный резонанс в западной прессе. Следователи КГБ активно пользовались этим и давили на арестованного, намекая, что соратники Щаранского по борьбе за выезд из СССР тоже арестованы и уже сотрудничают со следствием. Не имея какой-либо возможности получать информацию извне, Щаранский понял, что с КГБ можно вести «игру» — всячески показывать следователям, что он имеет связь с волей и может проверить правдивость их утверждений. Вести такую психологическую борьбу со следствием Щаранскому помогла книга математических головоломок Мартина Гарднера, переданная из дома. Используя логические приёмы, Щаранскому часто удавалось понять, обманывают ли его следователи, рассказывая о происходящем за стенами кабинета допросов.

Дерево целей и средств

Сидя в Лефортово, Щаранский разработал систему правил своего поведения на допросах и назвал её «Дерево целей и средств». Он неоднократно воспроизводил эту схему на клочках бумаги и каждый раз уничтожал, чтобы она не попала в руки надзирателей, пока не запомнил наизусть.
Первая часть книги завершается описанием суда. Автор отказался от предоставленного адвоката и защищал себя сам и был осуждён судом на 13 лет по статье 64 УК РСФСР («Измена Родине») в шпионаже и «оказании иностранному государству помощи в проведении враждебной деятельности против СССР» и статье 70 УК РСФСР («Антисоветская агитация и пропаганда»).
Во второй части книги Щаранский подробно описывает своё пребывание в заключении, которое он отбывал во Владимирской и Чистопольской тюрьмах, а затем в колонии строгого режима Пермь-35. За протесты против незаконных действий тюремных администраций Щаранский регулярно попадал в ШИЗО, где в совокупности провёл более 400 дней на пониженном рационе питания, сидел в одиночных камерах и ПКТ. Не находя других способов добиться соблюдения закона администрацией, Щаранский, как и многие другие политзаключённые, неоднократно объявлял голодовки протеста, во время них подвергался принудительному кормлению.
В последней главе описано освобождение автора из пермского лагеря, дорога в Москву с сотрудниками КГБ, перелёт в Германию и его передачу западной стороне на мосту Глинике перед обменом шпионами США и СССР.

## История создания и публикации
Натан Щаранский принялся за написание книги о своём заключении сразу после освобождения и написал её в течение года по памяти восстанавливая события девяти лет. Впервые книга была опубликована в 1988 году в крупном американском издательстве Random House под названием Fear No Evil. Английский текст был переведён Стефани Хоффман получив некоторые сокращения из-за довольно подробных описаний допросов, которые, по мнению издателя, могли быть не особо интересны американским читателям. Несмотря на это, первая публикация на русском языке содержала полный текст задуманного произведения со всеми подробностями, опущенными в американском издании. Более того, перед публикацией в СССР Щаранский совместно с Борисом Камяновым отредактировали и доработали текст. Впервые на русском языке текст был опубликован в 1991 году.

## Критика и отзывы
Колумнист The New York Times Абрахам Розенталь, уличая во лжи советского спикера Геннадия Герасимова, заявившего, что в СССР нет политических заключённых, привёл в пример недавно опубликованную книгу Щаранского, написав: «Это книга о том, как человек боролся и победил советскую тюремную систему, используя только два оружия — грандиозную силу духа и тот факт, что его имя и тяжёлое положение были известны миру и не были забыты». В рецензии на книгу критик The New York Times Уолтер Гудмен называет «Не убоюсь зла» ужасной историей, но рассказ, по его мнению, вовсе не мрачный: «Юмора здесь больше, чем жалости к себе, и, наконец, это торжество духа личности над государственной властью». В автопортрете, представленном в книге, Гудмен увидел мужественного, находчивого, неунывающего, энергичного, серьезного и сильного человека, который на протяжении всего своего долгого испытания придерживался одного принципа: «Ничто из того, что они делают со мной, не может меня унизить. Лишь сам я могу унизить себя». Таким образом, репрессии порождают героев, — резюмирует автор статьи.
В статье для Los Angeles Times изучающий еврейскую культуру профессор Стивен Ципперштейн называет книгу Щаранского ярким и увлекательным рассказом, подробно описывая трудности и лишения автора в заключении. Несмотря на это, Ципперштейна расстроило недостаточное освещение в книге темы советского еврейского движения и русских евреев. В короткой рецензии в Foreign Affairs отмечается красноречивость книги и то, что, если в дословном изложении сотен бесед и есть некоторая литературная вольность, то основные истины «просвечивают насквозь».

## Влияние
В предисловии к первому изданию на русском Щаранский рассказывает о цели написания своей работы: «Я спешил рассказать о тех, кого оставил в ГУЛАГе, и поделиться опытом с теми, кто еще может там оказаться». В 2005 году автор передал в места лишения свободы экземпляры книги белорусским политзаключённым Михаилу Мариничу, Валерию Левоневскому, Николаю Статкевичу и Павлу Северинцу.
В предисловии к изданию 2023 года, озаглавленному «Сбылась мечта идиота», Щаранский вспоминает, что изначальная цель написания книги потеряла актуальность с развалом Советского Союза, когда политзаключённые уже были освобождены, а бывшие отказники могли спокойно вернуться в Израиль. Однако далее автор пишет: «И вот, наконец, книга возвращается к её первоначальному назначению — помогать людям в тюрьме. Сначала Володя Кара-Мурза, а затем и Алексей Навальный пишут мне из тюрьмы о пользе этой книги». О короткой переписке с Навальным, написавшем Щаранскому после прочтения «Не убоюсь зла», автор книги рассказал уже после смерти политика в колонке для The Economist. В своём письме Натану Щаранскому от 3 апреля 2023 года из ИК-6 Владимирской области Алексей Навальный благодарит его за книгу и пишет, что она даёт надежду. В ответном письме Щаранский признаётся, что пережил своего рода потрясение, получив письмо Навального из ШИЗО.

## Награды
1989 — National Jewish Book Awards в номинации «Автобиографии и мемуары»

## Издания
- Natan Shcharansky. Fear no evil (англ.). — New York: Random House, 1988. — 437 p. — ISBN 9780394558783.
- Натан Щаранский. Не убоюсь зла. — Москва: Век, Олимп, 1991. — 400 с. — 100 000 экз. — ISBN 5867040046.
- Натан Щаранский. Не убоюсь зла. — Freedom Letters, 2023. — 925 с. — ISBN 9781998084920.